# Tibor Szalay
Tibor Szalay, né le 26 janvier 1938 à Gbelce (Tchécoslovaquie), est un footballeur hongrois qui jouait au poste de milieu de terrain.

## Carrière

### En club
Tibor Szalay débute à l'âge de 20 ans dans le championnat d'Espagne avec le Séville FC lors de la saison 1958-1959. Il est titularisé à 25 reprises. La saison suivante, Szalay marque 14 buts en championnat. 
Après trois saisons au Séville FC, il rejoint le FC Barcelone en 1961. Il reste deux saisons au Barça mais ne joue que deux matchs de championnat. Avec Barcelone, il gagne la Coupe d'Espagne en 1963.
Il joue ensuite avec le Real Murcie (saison 1963-1964). Szalay quitte ensuite l'Espagne pour les États-Unis, où il joue dans plusieurs clubs.

### Équipe nationale
Tibor Szalay joue avec l'équipe de Hongrie des moins de 19 ans en 1956.

## Palmarès
Avec le FC Barcelone :
- Vainqueur de la Coupe d'Espagne en 1963